# Comuna Uladivske, Kalînivka
Uladivske (în ucraineană Уладівське) este o comună în raionul Kalînivka, regiunea Vinnița, Ucraina, formată din satele Antonopil, Vîșneve și Uladivske (reședința).

## Demografie
Componența lingvistică a satului Uladivske
     Ucraineană (98,94%)
     Rusă (1,06%)
Conform recensământului din 2001, majoritatea populației satului Uladivske era vorbitoare de ucraineană (98,94%), existând în minoritate și vorbitori de rusă (1,06%).